# Гертруда Велика
Гертруда Велика (Лутерштат Ајслебен, 6. јануар 1256. — Хелфта, око 1302) била је члан цистерцитског реда у Немачкој. Католичка црква прогласила ју је светом. 

## Биографија
Гертруда је рођена 1256. године (седам година након канонизације свете Маргарете Шкотске) у немачкој покрајини Турингији. У петој години живота родитељи су је дали у манастир који је у то време био нека врста интерната за девојчице. Гертруда је у манастиру проучавала књижевност. Научила је латински језик. Била је нарочито наклоњена ка поезији и то световној, због чега су јој касније приговарали. У двадесет и петој години је, према сопственим казивањима, доживела прву визију. То ју је навело да и сама почне са писањем. Убрзо је постала литерарни стручњак. Писала је црквене расправе пуне поезије, састављала приручнике текстова из Библије и сл. Гертрудини текстови дуго су остали скривени због чега за живота није била нарочито позната. Преминула је око 1302. године. Гертрудини текстови су откривени и изнети у јавност тек двеста година након њене смрти. Католичка црква прогласила ју је светом 1677. године. 